# Андрейс Жагарс
Андрейс Жагарс (латис. Andrejs Žagars; 16 жовтня 1958, Чорногорськ, Хакаська АРСР, РРФСР, СРСР—26 лютого 2019, Рига, Латвія) — латвійський кіно- і театральний актор та режисер, підприємець та політик.

## Життєпис
Андрейс Жагарс народився 16 жовтня 1958 року в місті Чорногорськ, Хакаська АРСР, куди у 1949 році була депортована його мати. Його батько був українець Микола Сердюк. Через рік після народження Андрейса сім'я повернулася в Латвію. Андрейс Жагарс виріс в Цесісі, на півночі Відземе.
Закінчив у 1982 році акторське відділення театрального факультету Латвійської державної консерваторії ім. Я. Вітола. У 1982—1994 роках працював в Театрі «Дайлес».
Почав знімався у кіно з 1976 року на Ризької кіностудії та в Росії.
З 1989 по 1990 роки мешкав за кордоном у Швеції та США.
У 1993 році залишив акторську кар'єру та зайнявся ресторанним бізнесом, відкривши кілька ресторанів у Ризі.
З серпня 1996 по вересень 2013 року був директором Латвійської Національної опери. У 2002 році дебютував як режисер опери.
Був ведучим проекту «Великий балет 2016» російського телеканалу «Культура» у січні-лютому 2016 року.
Жагарс у 2016 році заснував «Фонд підтримки та розвитку Андрейса Жагарса», для сприяння та розвитку культурних проектів, особливо в галузі музики та мистецтва.
У червні 2017 року він був обраний членом Ризької міської думи від партії «Розвиток Латвії» (латис. Latvijas attīstībai).
У 2018 році став ведучим 4 сезону проекту «Великий балет 2018» на російському телеканалі «Культура».
Помер 26 лютого 2019 року у Ризі після тривалої хвороби.

## Фільмографія
| Рік       |   | Українська назва                    | Оригінальна назва                    | Роль                                                    |
| --------- | - | ----------------------------------- | ------------------------------------ | ------------------------------------------------------- |
| 2018      | ф | Homo Novus                          | Homo Novus                           | Макернієкс                                              |
| 2017      | ф | Зрадник                             |                                      | Марконі, головна роль                                   |
| 1995      | ф | Геллі і Нок                         |                                      | Нок Берінґ, головна роль                                |
| 1992      | ф | Щасти вам, панове!                  | Удачи вам, господа!                  | Олег, головна роль                                      |
| 1991      | ф | Зброя Зевса                         | Оружие Зевса                         | Джон Баррі                                              |
| 1989      | ф | Сім'я Зітарів                       | Zītaru dzimta                        | кок                                                     |
| 1989      | ф | Викрадення чарівника                | Похищение чародея                    | князь В'ячеслав, син Полоцького князя Бориса Романовича |
| 1988      | ф | Коріння трави                       | Žolės šaknys                         | Яніс Пельціс, головна роль                              |
| 1988      | ф | Про кохання говорити не будемо      | Par mīlestību pašreiz nerunāsim      | епізодична роль                                         |
| 1987      | ф | Слідопит                            | Следопыт                             | Натті Бампо «Слідопит»                                  |
| 1987      | ф | Фотографія з жінкою і диким кабаном | Fotogrāfija ar sievieti un mežakuili | епізодична роль                                         |
| 1986      | ф | Двійник                             | Dubultnieks                          | Ерік                                                    |
| 1986—1988 | с | Життя Клима Самгіна                 | Жизнь Клима Самгина                  | Степан Кутузов, марксист                                |
| 1985      | ф | Матч відбудеться в будь-яку погоду  | Spēle notiks tik un tā               | Франц Піхлер                                            |
| 1985      | ф | Чужий випадок                       | Svešs gadījums                       | епізодична роль                                         |
| 1985      | ф | Подвійний капкан                    | Двойной капкан                       | Валдіс Вітолс, слідчий                                  |
| 1984      | ф | Дві пари і самотність               | Kaks paari ja uksindus               | Майк «Ведмежатник»                                      |
| 1983      | ф | Кам'янистий шлях                    | Akmeņainais ceļš                     | Робертс Лівіньш                                         |
| 1982      | ф | Багач, бідняк...                    | Turtuolis, vargšas...                | Сідні, американський військовик                         |
| 1981      | ф | Довга дорога в дюнах                | Ilgais ceļš kāpās                    | Едгар, син Марти                                        |
| 1977      | ф | Хлопчина                            | Puika                                | епізодична роль                                         |
| 1976      | ф | Твій син                            | Tavs dēls                            | студент, епізодична роль                                |